# StarCraft : La Tempête
La Tempête (Shadow of the Xel’Naga) est le second roman de la trilogie StarCraft qui adapte le scénario du jeu vidéo StarCraft. Il a été écrit par Gabriel Mesta, alias Kevin J. Anderson et publié en juillet 2001.

## Synopsis
Au XXVe siècle, dans une zone de la Voie lactée appelée secteur Koprulu, la planète de Bhekar Ro est un monde isolé du reste de l’empire du Dominion terran. Là, survivent péniblement quelques colons humains. 
C’est alors qu’une terrible tempête met au jour un ancien artéfact extraterrestre. Les Zergs, les  Protoss et les Terrans, les trois peuples du secteur Kopurlu vont alors se livrer un violent combat pour la possession de cet objet. Car, le secret qu’il renferme pourrait faire de celui qui le possède, l’être le plus puissant de la galaxie.

## Éditions
- Kevin J. Anderson (Gabriel Mesta), La Tempête, Fleuve noir, coll. « Littérature Générale », mai 2003 ((en) Shadow of the Xel’Naga, 2001)  (ISBN 978-2-2650-7511-5).